# Tân binh
Tân binh là người đang ở năm tháng đầu tiên trong hoạt động quân sự hoặc thể thao, hoặc chỉ đến người mới vào nghề, đang trong thời gian đào tạo, thực tập, hoặc thậm chí là các khía cạnh như tân cảnh sát viên, tân phi công hoặc đơn giản là lính mới.

## Từ nguyên
Từ điển tiếng Anh Oxford có nói rằng nguồn gốc của từ "tân binh" (rookie) trong tiếng Anh là không rõ ràng, nhưng đó có lẽ là viết sai hay đọc sai từ thuật ngữ recruit. Ví dụ xưa nhất trong cuốn từ điển này là từ tác phẩm Barrack-Room Ballads (xuất bản năm 1892) của Rudyard Kipling người Anh có đoạn: "So 'ark an' 'eed, you rookies, which is always grumblin' sore", ý chỉ các tân binh với hàm nghĩa là những lính mới tò te hãy còn non kinh nghiệm trong hàng ngũ Lục quân Anh.